# Estadi Pershing
L'estadi Pershing fou un estadi situat al Bois de Vincennes de París. Va ser utilitzat majoritàriament per a partits de futbol, tot i que també s'hi va jugar a rugbi i s'hi practicà atletisme. L'estadi tenia una capacitat de 29.000 espectadors i durant un temps va ser l'estadi més gran de França. Va ser construït per l'exèrcit dels Estats Units en col·laboració amb la YMCA i fou inaugurat el 1919 per acollir els Jocs Inter-aliats, una competició esportiva internacional de les potències vencedores de la Primera Guerra Mundial. El 1922 va acollir els primers Jocs Mundials Femenins. Entre 1921 i 1924 va acollir la final de la Copa francesa de futbol. També va acollir alguns partits de futbol durant els Jocs Olímpics de 1924.
El camp va estar en funcionament fins al 1960. En l'actualitat l'espai que ocupava acull una zona per jugar a beisbol.